# Tarcze (gromada)
Tarcze – dawna gromada, czyli najmniejsza jednostka podziału terytorialnego Polskiej Rzeczypospolitej Ludowej w latach 1954–1972.
Gromady, z gromadzkimi radami narodowymi (GRN) jako organami władzy najniższego stopnia na wsi, funkcjonowały od reformy reorganizującej administrację wiejską przeprowadzonej jesienią 1954 do momentu ich zniesienia z dniem 1 stycznia 1973, tym samym wypierając organizację gminną w latach 1954–1972.
Gromadę Tarcze z siedzibą GRN w Tarczach utworzono – jako jedną z 8759 gromad – w powiecie siedleckim w woj. warszawskim, na mocy uchwały nr VI/10/18/54 WRN w Warszawie z dnia 5 października 1954. W skład jednostki weszły obszary dotychczasowych gromad Bzów, Choja, Cielemęc(), Lipiny, Ługi-Rętki, Ługi Wielkie, Tarcze i Zdany ze zniesionej gminy Czuryły w tymże powiecie. Dla gromady ustalono 14 członków gromadzkiej rady narodowej.
31 grudnia 1959 do gromady Tarcze przyłączono obszar zniesionej gromady Krzymosze w tymże powiecie (bez wsi Wielgórz).
1 stycznia 1969 do gromady Tarcze włączono wsie Grubale, Biel, Osiny i Pustki ze zniesionej gromady Pruszyn w tymże powiecie.
Gromada przetrwała do końca 1972 roku, czyli do kolejnej reformy gminnej.